# مارك بروكس
مارك بروكس (بالإنجليزية: Mark Brooks)‏ هو فنان قصص مصورة أمريكي، ولد في 12 أبريل 1973.